# Bethioua
Bethioua, (en árabe : ﺑﻃﻴﻭة, en bereber : ⴱⴻⵟⵟⵉⵡⴰ), anteriormente Portus Magnus, que en el momento de la colonización francesa se convirtió en la ciudad de Vieil Arzew y luego Saint-Leu, es un municipio (baladiyah) de la provincia o valiato de Orán en Argelia. En abril de 2008 tenía una población censada de 17 758 habitantes.
Se encuentra ubicado al noroeste del país, junto a la costa del mar Mediterráneo y a poca distancia al oeste de la capital del país, Argel.